# Tephritis baccharis
Tephritis baccharis
 es una especie de insecto díptero del género Tephritis, familia Tephritidae. Daniel William Coquillett la describió en 1894.
Se encuentra en Estados Unidos y México. Forma agallas en Baccharis salicifolia.